# Domaine de Lioubimovka
Le domaine de Lioubimovka (en russe : Усадьба Любимовка) est un ensemble architectural du milieu du XIXe siècle, situé au bord de la Kliazma dans l'oblast de Moscou à côté du village de Tarassovka, au sud-est de Pouchkino.

## Histoire
Les terres de Lioubilki faisaient partie des immenses domaines de la princesse Troubetskoï et furent ensuite divisées. Le domaine de Lioubimovka, quant à lui, est acheté en 1869 par Sergueï et Véra Sapojnikov. La maison seigneuriale est entourée de cinquante déciatines de terres. Elle a été construite au tournant du XVIIe siècle et du XIXe siècle en style néoclassique et a survécu à la campagne de Russie de Napoléon, car les bords de la rivière étaient gardés par des cosaques.
Sergueï Vladimirovitch Sapojnikov décide de démolir la grande demeure néoclassique et de faire construire à la place une maison de campagne dans le style russe. Un escalier de pierre mène à la rivière avec un petit quai pour les bateaux et un emplacement pour la baignade. Sa fille Zinaïda se souvient dans ses Mémoires que la maison était surmontée d'une coupole verte et que la cour était ornée de quatre bassins et de peupliers élancés. Le neveu de Sapojnikov, Vladimir Grigoriévitch, se fait construire près de la rivière un petit manoir luxueux à l'italienne qu'il appelle la Villa et que l'on finit par appeler la maison de campagne blanche. Elle a des côtés dissymétriques. Son aile droite a trois niveaux, avec un petit balcon au dernier étage.
Constantin Stanislavski (1863-1938), de son vrai nom Constantin Alexeïev, y passe de nombreux séjours heureux et ses vacances de jeunesse, si bien que la tradition de se réunir entre amis pour jouer des pièces de théâtre, commence à s'établir à cette époque. On trouve aussi dans le parc une chapelle dédiée à l'Intercession de la Mère de Dieu, dans laquelle se marient Constantin Alexeïev et Marie Liline en 1899. 
Anton Tchekhov et sa femme y sont invités en vacances du 5 juillet au 14 août 1902. Il travaillait à La Cerisaie à cette époque, et Stanislavski étant à l'étranger avec sa famille avait mis sa maison à la disposition de Tchékhov pour qu'il puisse s'y reposer. Il écrit à Stanislavski qu'il apprécie beaucoup ce séjour, la rivière d'eau pure et le parc. On suppose qu'il s'est inspiré de la cloche du train au loin pour La Cerisaie.
La propriété appartient aux Alexeïev jusqu'à leur expropriation par les lois de nationalisation suivant la révolution d'Octobre. La propriété devient une colonie de vacances. Elle a accueilli des enfants de la guerre d'Espagne. Avant la chute de l'URSS, elle était réservée aux vacances des ouvriers de l'usine de produits de confiserie Babaeïev à Moscou.
La propriété appartient aujourd'hui, avec une petite partie du parc, à l'Union théâtrale de Russie. On parle de restaurer la cerisaie...

## Ensemble architectural
- Maison de maîtres
- Chapelle[3]
- Colonnade reliant la chapelle (1870)
- Pavillon de l'Ermitage
- Pavillon du théâtre (vers 1860)
- Cuisines
- Aile des invités
- Communs
- Villa blanche (fin XIXe siècle)
- Véranda
- Mausolée
- Maison des domestiques

## Galerie

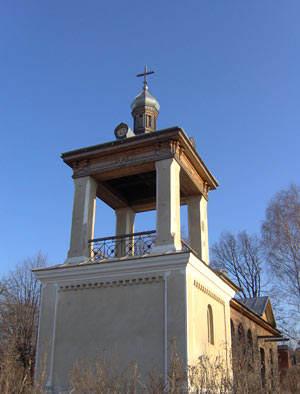
Vue de la chapelle de l'Intercession avec son clocher-belvédère
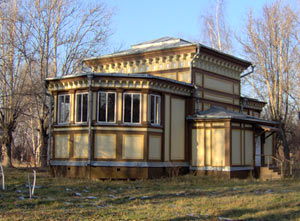
Le pavillon du théâtre
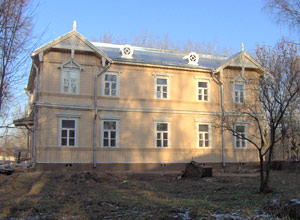
Vue du pavillon de l'Ermitage